# Даљетице
Даљетице (слч. Daletice) насељено је мјесто са административним статусом сеоске општине (слч. obec) у округу Сабинов, у Прешовском крају, Словачка Република.

## Становништво
| Година:    | 1994. | 2004.    | 2014. | 2024. |
| ---------- | ----- | -------- | ----- | ----- |
| Број људи: | 121   | 100      | 100   | 95    |
| Разлика:   |       | -17,35 % | +0 %  | -5 %  |

| Година:    | 2023. | 2024. |
| ---------- | ----- | ----- |
| Број људи: | 95    | 95    |
| Разлика:   |       | +0 %  |

Према подацима о броју становника из 2011. године насеље је имало 100 становника.